# 204632 Jamesburch
204632 Jamesburch è un asteroide della fascia principale. Scoperto nel 2005, presenta un'orbita caratterizzata da un semiasse maggiore pari a 2,373596 UA e da un'eccentricità di 0,186046, inclinata di 1,316261° rispetto all'eclittica.